# Templo de los Pueblos de los Discípulos de Cristo
El Templo de los Pueblos de los Discípulos de Cristo (en inglés estadounidense: Peoples Temple of the Disciples of Christ), fue un nuevo movimiento religioso de carácter protestante norteamericano fundado en 1955 por el Pastor Jim Jones en Indianápolis, Indiana.
El Templo de los Pueblos fue una secta destructiva por los asesinatos cometidos y por el suicidio colectivo de la mayoría de sus miembros el 18 de noviembre de 1978. El Pastor Jones usó al Templo de los Pueblos para difundir un mensaje que combinaba elementos del cristianismo con el comunismo, el socialismo y la igualdad racial.
Jim Jones trasladó el Templo a California en la década de 1960 y estableció varios lugares de culto en todo el estado, incluida su sede central en San Francisco. En los años sesenta del siglo XX, el Templo de los Pueblos tenía una membresía de entre 3.000 y 5.000 personas, y también mantenía contactos con varios políticos de izquierda, entre ellos el concejal abiertamente homosexual Harvey Milk, o la activista por los derechos civiles, la ciudadana afroestadounidense Angela Davis.
El Templo de los Pueblos es conocido por los trágicos eventos que tuvieron lugar el 18 de noviembre de 1978 en la nación de Guyana, cuando 918 personas murieron en un asesinato o suicidio masivo que tuvo lugar en un remoto asentamiento llamado Jonestown, (La ciudad de Jones). La secta también fue la responsable de los asesinatos del congresista estadounidense Leo Ryan y de los miembros de la delegación visitante. Los asesinatos tuvieron lugar en la cercana pista de aterrizaje de Puerto Caituma. El incidente en Jonestown fue el asesinato o suicidio colectivo más grande de civiles estadounidenses (muchos de ellos niños) en un acto deliberado.
Actualmente no se tiene conocimiento de la existencia de creyentes y fieles a lo que el Pastor Jim Jones promulgaba, por lo que podríamos afirmar que con el suicidio colectivo del 18 de noviembre de 1978 se acabó el Templo de los Pueblos de los Discípulos de Cristo.

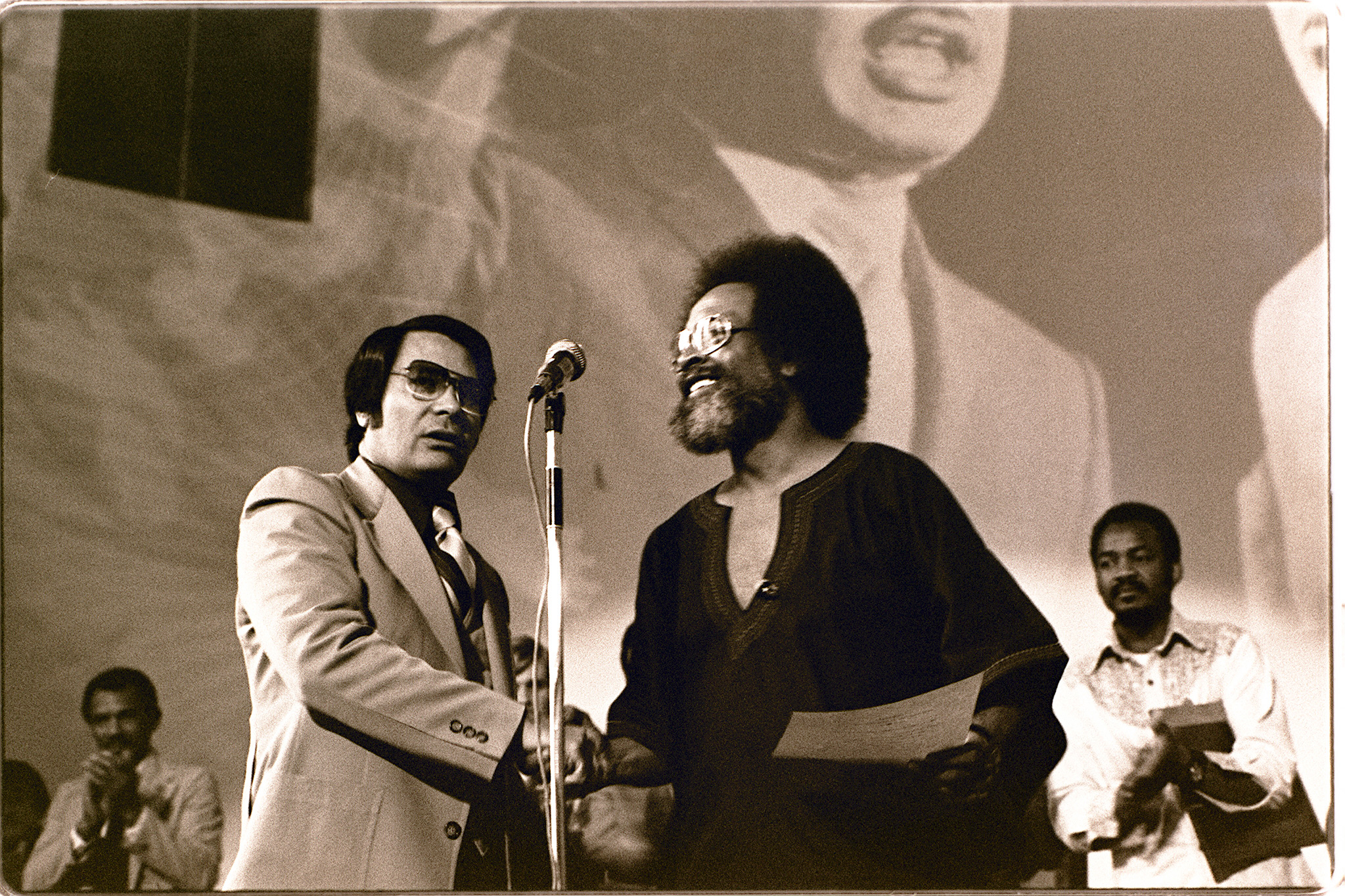

«Hemos obtenido todo lo que hemos querido de este mundo. Hemos tenido una buena vida y hemos sido amados», sentenció.
«Acabemos con esto ya. Acabemos con esta agonía«. Fueron las palabras que pronunció Jones antes de provocar la mayor tragedia suicida relacionada con un culto religioso.

## James Warren Jones
Su nombre completo es James Warren Jones, pero es más conocido como Jim Jones. Nació el 13 de mayo de 1931, en Creta, Indiana, Estados Unidos, y murió el 18 de noviembre de 1978, en Jonestown, Guyana, de una herida de arma de fuego. Durante su vida adulta, Jones creía que provenía de la antigua tribu india Cheroqui, sin embargo, nunca demostró dicha afirmación.
Jones se interesó por la religión desde sus primeros años. A los 10 años empieza a investigar acerca de la Biblia y sobre el Protestantismo y sus pastores. Sobre su infancia, se conoce que Jones huyó de su padre, pues este era miembro del culto Ku Klux Klan, además de alcohólico. Además, su madre usaba pantalones y fumaba en público, lo que ocasionaba problemas en aquella época. Fue ella la que le contaba al infante Jim Jones que existía la reencarnación y le hablaba sobre sus vidas pasadas. Por esto, Jones empezó a dar sermones públicos con 12 años acerca de la maldición del infierno y de las almas pecadoras.
Después de contraer matrimonio con la enfermera Madeleine Baldwin en 1949, y terminar sus estudios universitarios, Jones formó parte de la iglesia metodista en 1952, donde se preparó para el puesto de pastor, y cuando lo logró fundó en Indianápolis su propia congregación bajo el nombre de El Templo de los Pueblos. Fue un notable líder de culto religioso, que se autoproclamó mesías del Templo de los Pueblos y prometió a sus seguidores la utopía si lo seguían.
Muchos dicen que Jim Jones afirmaba ser la reencarnación de Lenin, Jesucristo y Buda. Además poseía fortunas y se codeaba con figuras importantes como Rosalyn Carter, esposa del expresidente de los Estados Unidos Jimmy Carter entre 1977 y 1981. También se encuentra relación del pastor con el legislador estatal Willie Brown, exalcalde de California.
En el año 1955, Jones expresó su rechazo hacia el pensamiento racial que predominaba en su comunidad, por lo que su iglesia aceptaba a personas de color, tratándolos con los mismos derechos y valores que los demás miembros blancos.
El 18 de noviembre de 1978, en lo que recibió el nombre de la masacre de Jonestown, Jones condujo a más de 900 personas, entre ellos niños, a la muerte en un suicidio masivo a través de un golpe con cianuro. Jones creó este culto como una lucha por la igualdad racial y la justicia social. La comunidad creada por él en Guyana primero fue considerada como un proyecto agrícola comunista, antes de convertirse en el lugar de la masacre.
Escribió el libro de "Prodigios y milagros de un predicador apocalíptico".
Con la ya mencionada Madeleine Baldwin, con quien se casó previamente, tuvo siete hijos, Agnes Paulette, Suzanne, Stephanie, Lew Eric, Jim Jon, Stephan Gandhi y James Warren.

## Cómo ocurrió la "Catástrofe"
El 14 de noviembre de 1978, el congresista estadounidense Leo Ryan viajó a la ciudad Georgetown en compañía de periodistas y residentes propios del sitio, con el objetivo de constatar si eran ciertas las acusaciones que afirmaban los lavados de cerebro, los fraudes, consumo y tráfico de drogas y armas.
El día anterior al suicidio, Ryan entrevistó a varios habitantes de la zona y estos al saber de su partida le pidieron que les ayudase a salir de la secta. Jim Jones al enterarse se lo tomó como una traición y aparte también dio pie a conflictos con miembros de la secta más radicales. El congresista se fue del pueblo junto a 14 desertores de la misma. Esto ocasionó que cuando estaban en camino a la pista de aterrizaje de Puerto Caituma, Leo Ryan fue atacado junto a sus acompañantes, tres periodistas, un ex habitante de la secta, ocasionando sus muertes.
Tras los asesinatos de los líderes por parte de los seguidores de Jones; este, asustado, mandó reunir a todos los integrantes de su comunidad, reiterando que las amenazas al “paraíso” eran reales. Entonces, él pronunció el discurso que desataría la tragedia:
"Hemos obtenido todo lo que hemos querido de este mundo. Hemos tenido una buena vida y hemos sido amados", sentenció. "Acabemos con esto ya. Acabemos con esta agonía".
Por consiguiente, las enfermeras que trabajaban en la secta comenzaron a entregar frascos llenos de cianuro mezclados con jugo de uva y se dieron a todos los integrantes del culto, niños y bebés incluidos. Murieron más de 900 personas, encontradas muertas dentro del enorme quiosco de madera y sus alrededores.

## Afiliados más importantes, peso socioeconómico y cultural
En los años 50 Jim Jones llegó a conocer su compañera de vida, una enfermera llamada Marceline. Jim junto a Marceline fundó la denominada "Familia Arcoíris", familia en la cual estas dos personas adoptaron niños y niñas de distintas razas. Al paso del tiempo miembros sin relación familiar con este grupo se iban uniendo, lo que acabó dando lugar al Templo de los Pueblos, una asociación religiosa cuyo objetivo era prestar servicios sociales sin ánimo de lucro.
Un tiempo previo a esto, Jim Jones fue informado de que pronto surgirá un holocausto nuclear, para salvar su "familia" decidió trasladarlos a Brasil pero antes decide asentarse en Guyana, país que le enamoró. Tras al abandonó de Jim Jones a gran parte de su familia que se había quedado en Estados Unidos, estos empiezan a dudar de él y su lealtad. Tras esto, Jones decidió regresar a Estados Unidos y aumentar el número de miembros de su gran familia, esto lo hizo a través de sus profecías, la música, sus promesas sobre la curación de enfermedades...
Jones empezó a aumentar sus relaciones con la comunidad negra y los Black Panthers, lo cual empezó a preocupar a las autoridades y decidieron investigarlo. Jones junto a sus miembros decidieron formar un pequeño ejército y abandonar Estados Unidos para trasladarse a Brasil. Las autoridades de Guyana no estaban de acuerdo del asentamiento de Jones en el país pero este a través de regalos consiguió convencerlos. Los miembros eran obligados a trabajar jornadas largas y duras mientras sufrían el calor, aparte de esto numerosos sufrían abusos sexuales y físicos. Los familiares de los miembros decidieron quejarse y tras la cantidad innumerable de demandas el senador Leo J. Ryan decidió tomar acción e investigar Jonestown.